# Juraj Migaš
Juraj Migaš (ur. 13 czerwca 1957 w Preszowie, zm. w sierpniu 2015) – słowacki dyplomata, ambasador Słowacji na Węgrzech i przy Wspólnotach Europejskich.

## Życiorys
W latach 1976–1983 studiował w Moskiewskim Państwowym Instytucie Stosunków Międzynarodowych (MGIMO). W 1985 uzyskał tytuł iuris utriusque doctor na Wydziale Prawa Uniwersytetu Komeńskiego w Bratysławie. W 1997 odbył kurs dla dyplomatów na University of Westminster w Londynie.
W 1981 podjął pracę w Ministerstwie Spraw Zagranicznych Czechosłowacji. W latach 1983–1988 był attaché i III sekretarzem w ambasadzie Czechosłowacji w Berlinie, następnie stanął na czele wydziału ds. Europy Środkowej w MSZ. Po upadku komunizmu przez rok pracował w ambasadzie czechosłowackiej w Polsce (jako II sekretarz), a następnie w Szwecji (jako I sekretarz), gdzie pozostał również po uzyskaniu niepodległości przez Słowację (jako radca). W 1994 został chargé d’affaires w Polsce. Od 1994 do 1995 stał na czele wydziału ds. państw sąsiednich oraz krajów CEFTA w MSZ. W 1998 został szefem słowackiej misji dyplomatycznej przy OBWE, zaś w 1999 ambasadorem przy Wspólnotach Europejskich. Od 2005 do 2009 pełnił funkcję ambasadora Słowacji w Budapeszcie.
Był bratem polityka Jozefa Migaša.